# Uyo
Uyo je glavni grad nigerijske savezne države Akwa Ibom. Leži na jugoistoku Nigerije na 30 metara nadmorske visine, 40 km od Gvinejskog zaljeva, 70 km istočno od Abe i 130 km od Port Harcourta.
U Uyu se nalazi poznato sveučilište, a nedaleko grada je međunarodna zračna luka.
Prema popisu iz 1991., Uyo ima 58.369, a prema procjeni iz 2010. 319.960 stanovnika.